# Клігерман Роза Йосипівна
Розалія (Роза) Йосипівна Клігерман (дошлюбне прізвище Грінберг, рос. Розалия (Роза) Иосифовна Клигерман, 1902—1987) — українська радянська шахістка. Дворазова чемпіонка УРСР (1935, 1936), представляла Київ. Сестра шахістки Берти Вайсберг, з якою й поділила тріумфи на двох перших чемпіонатах республіки. 
У перший день німецько-радянської війни загинув її син, який служив на кордоні. Відтоді Роза покинула шахи. Виховувала молодшого сина Соломона та внука Бориса.
Померла у Києві.

## Турнірні результати
| Рік  | Місце проведення | Турнір                | Результат | + | — | = | Місце |
| ---- | ---------------- | --------------------- | --------- | - | - | - | ----- |
| 1935 | Київ             | 1-й чемпіонат України | 11 з 14   |   |   |   | — 2   |
| 1936 | Київ             | 2-й чемпіонат України | 9 з 12    |   |   |   | — 3   |